# Low Cocklaw
Low Cocklaw – osada w Anglii, w hrabstwie Northumberland. Leży 94 km na północ od miasta Newcastle upon Tyne i 491 km na północ od Londynu.